# Liste der Baudenkmale im Landkreis Lüchow-Dannenberg
Die Liste der Baudenkmale im Landkreis Lüchow-Dannenberg enthält die nach dem Niedersächsischen Denkmalschutzgesetz geschützten Baudenkmale im niedersächsischen Landkreis Lüchow-Dannenberg. 
Der Übersicht und Länge halber ist die Liste nach den Städten und Gemeinden des Landkreises separiert. Diese Einteilung findet sich in der folgenden Tabelle, in der zu jedem Eintrag, soweit möglich, ein exemplarisches Foto eines Baudenkmals aus der jeweiligen Stadt oder Gemeinde zu finden ist.
| Bild | Stadt/Gemeinde      | Karte | Liste                                           | Ortsteile |
| ---- | ------------------- | ----- | ----------------------------------------------- | --- |
|      | Bergen an der Dumme |       | Liste der Baudenkmale in Bergen an der Dumme    | - Bergen an der Dumme - Banzau - Belau - Brüchauer Mühle - Jiggel - Nienbergen - Spithal - Wöhningen |
|      | Clenze              |       | Liste der Baudenkmale in Clenze                 | - Clenze - Bausen - Beseland - Bösen - Bussau - Corvin - Dalitz - Gistenbeck - Granstedt - Groß Sachau - Kassau - Klein Sachau - Meußließen - Mützen - Prießeck - Satkau - Schlannau - Seelwig |
|      | Damnatz             |       | Liste der Baudenkmale in Damnatz                | - Damnatz - Barnitz - Jasebeck - Landsatz |
|      | Dannenberg (Elbe)   |       | Liste der Baudenkmale in Dannenberg (Elbe)      | - Dannenberg (Elbe) - Breese in der Marsch - Bückau - Dambeck - Groß Heide - Gümse - Klein Heide - Liepehöfen - Lüggau - Nebenstedt - Neu Tramm - Penkefitz - Pisselberg - Prabstorf - Predöhlsau - Prisser - Schaafhausen - Schmarsau - Seedorf - Soven - Splietau - Strachauer Rad - Streetz - Tramm - Tripkau                                                          |
|      | Gartow              |       | Liste der Baudenkmale in Gartow                 | - Gartow - Buchhorst - Elbholz - Falkenmoor - Laasche - Nienwalde - Quarnstedt - Rondel - Rucksmoor |
|      | Göhrde              |       | Liste der Baudenkmale in Göhrde                 | - Göhrde - Bredenbock - Dübbekold - Kollase - Mailage - Metzingen - Sarenseck - Schmardau - Tollendorf - Wedderien |
|      | Gorleben            |       | Liste der Baudenkmale in Gorleben               | - Gorleben - Meetschow |
|      | Gusborn             |       | Liste der Baudenkmale in Gusborn                | - Groß Gusborn - Klein Gusborn - Quickborn - Siemen - Zadrau |
|      | Hitzacker (Elbe)    |       | Liste der Baudenkmale in Hitzacker (Elbe)       | - Hitzacker (Elbe) - Bahrendorf - Grabau - Gut Hagen - Harlingen - Kähmen - Klötze - Nienwedel - Sarchem - Seerau - Tiesmesland - Wietzetze - Wussegel |
|      | Höhbeck             |       | Liste der Baudenkmale in Höhbeck                | - Höhbeck - Pevestorf - Restorf - Vietze |
|      | Jameln              |       | Liste der Baudenkmale in Jameln                 | - Jameln - Breese im Bruche - Breselenz - Breustian - Langenhorst - Mehlfien - Platenlaase - Teichlosen - Volkfien - Wibbese |
|      | Karwitz             |       | Liste der Baudenkmale in Karwitz                | - Karwitz - Gamehlen - Lebbien - Lenzen - Nausen - Pudripp - Thunpadel |
|      | Küsten              |       | Liste der Baudenkmale in Küsten                 | - Küsten - Belitz - Göttien - Gühlitz - Klein Witzeetze - Krummasel - Lübeln - Meuchefitz - Naulitz - Reitze - Sallahn - Schwiepke - Seerau im Drawehn - Süthen - Tolstefanz - Tüschau/Saggrian |
|      | Langendorf          |       | Liste der Baudenkmale in Langendorf (Elbe)      | - Langendorf - Langendorf-Brandleben - Langendorf-Dömitzer Elbbrücke - Langendorf-Grippel - Langendorf-Kacherien - Langendorf-Laase - Langendorf-Pretzetze |
|      | Lemgow              |       | Liste der Baudenkmale in Lemgow                 | - Lemgow-Bockleben - Lemgow-Großwitzeetze - Lemgow-Kriwitz - Lemgow-Predöhl - Lemgow-Prezier - Lemgow-Schletau - Lemgow-Schmarsau - Lemgow-Schweskau - Lemgow-Simander - Lemgow-Trabuhn - Lemgow-Volzendorf |
|      | Lübbow              |       | Liste der Baudenkmale in Lübbow                 | - Lübbow - Dangenstorf - Rebenstorf |
|      | Lüchow (Wendland)   |       | Liste der Baudenkmale in Lüchow (Wendland)      | - Lüchow - Beutow - Bösel - Gollau - Grabow - Jabel - Jeetzel - Kolborn - Krautze - Künsche - Loge - Lüsen - Müggenburg - Plate - Ranzau - Reddebeitz - Reetze - Rehbeck - Saaße - Satemin - Seerau in der Lucie - Tarmitz - Weitsche |
|      | Luckau (Wendland)   |       | Liste der Baudenkmale in Luckau (Wendland)      | - Luckau - Beesem - Bülitz - Köhlen - Kremlin - Mammoißel - Püggen - Steine - Zargleben - Zeetze |
|      | Neu Darchau         |       | Liste der Baudenkmale in Neu Darchau            | - Neu Darchau - Drethem - Glienitz - Katemin - Klein Kühren - Quarstedt - Sammatz |
|      | Prezelle            |       | Liste der Baudenkmale in Prezelle               | - Prezelle - Lanze - Lomitz - Wirl |
|      | Schnackenburg       |       | Liste der Baudenkmale in Schnackenburg          | - Schnackenburg - Gummern - Holtorf - Kapern |
|      | Schnega             |       | Liste der Baudenkmale in Schnega                | - Schnega - Schnega-Billerbeck - Schnega-Gielau - Schnega-Gledeberg - Schnega-Göhr - Schnega-Harpe - Schnega-Kreyenhagen - Schnega-Leisten - Schnega-Oldendorf - Schnega-Proitze - Schnega-Schäpingen - Schnega-Solkau - Schnega-Thune - Schnega-Winterweyhe |
|      | Trebel              |       | Liste der Baudenkmale in Trebel (Wendland)      | - Trebel - Trebel-Dünsche - Trebel-Gedelitz - Trebel-Groß Breese - Trebel-Klautze - Trebel-Liepe - Trebel-Marleben - Trebel-Nemitz - Trebel-Pannecke - Trebel-Tobringen - Trebel-Vasenthien |
|      | Waddeweitz          |       | Liste der Baudenkmale in Waddeweitz             | - Waddeweitz - Waddeweitz-Bischof - Waddeweitz-Diahren - Waddeweitz-Dickfeitzen - Waddeweitz-Dommatzen - Waddeweitz-Groß Gaddau - Waddeweitz-Groß Wittfeitzen - Waddeweitz-Klein Gaddau - Waddeweitz-Klein Wittfeitzen - Waddeweitz-Kröte - Waddeweitz-Kukate - Waddeweitz-Maddau - Waddeweitz-Marlin - Waddeweitz-Salderatzen - Waddeweitz-Schlanze - Waddeweitz-Zebelin |
|      | Woltersdorf         |       | Liste der Baudenkmale in Woltersdorf (Wendland) | - Woltersdorf - Klein Breese - Lichtenberg - Thurau |
|      | Wustrow (Wendland)  |       | Liste der Baudenkmale in Wustrow (Wendland)     | - Wustrow - Wustrow-Blütlingen - Wustrow-Dolgow - Wustrow-Güstritz - Wustrow-Klennow - Wustrow-Königshorst - Wustrow-Lensian - Wustrow-Neritz - Wustrow-Schreyahn - Wustrow-Teplingen |
|      | Zernien             |       | Liste der Baudenkmale in Zernien                | - Braasche - Gülden - Prepow - Redemoißel - Riebrau |